# 光部杏里
光部 杏里（みつべ あんり、1983年4月10日 - ）は、NHK静岡放送局の元契約キャスター。

## 人物
2002年3月、愛知県立時習館高等学校卒業。名古屋テレビ放送の鈴木しおりと同じ学年であった。もともと野球観戦が好きで、東京女子大学在学中は、横浜スタジアムでアルバイトとしてリリーフカーの運転などをしていた。
卒業後の2006年、NHK静岡放送局に入局。2008年3月、久保田祐佳が東京アナウンス室へ転勤した後を受け、静岡局第2代地上デジタル放送推進大使に就任、アナログ放送終了まで全うした。2009年以降は、他の契約キャスターとは異なりニュース番組への出演が増えた。
2012年1月、当時広島東洋カープ投手の大竹寛と結婚。これに伴い広島へ転居するため、2012年の3月末で退職した。
2014年1月14日、第一子（長男）を出産した。

## これまでの出演番組
- たっぷり静岡
- しずおか情報ランチ（2008年度～2011年度）
- フジヤマTV（2009・2010年度）
- 静岡流（2011年度）
- 定時ニュース